# Амалія Скрам
Амалія Скрам (норв. Amalie Skram, уроджена Берта Амалія Альвер, 22 серпня 1846, Берген, Норвегія — 15 березня 1905, Копенгаген, Данія) — норвезька феміністська письменниця в жанрі натуралізму з акцентом на жіночому погляді на гострі суспільні проблеми.  Одна з впливових письменниць в скандинавській літературній течії під назвою «Modern Breakthrough» («Сучасний прорив»). Найбільш знана за тетралогію Hellemyrsfolket (1887–98), що зображає стосунки в родині протягом чотирьох поколінь.

## Життєпис

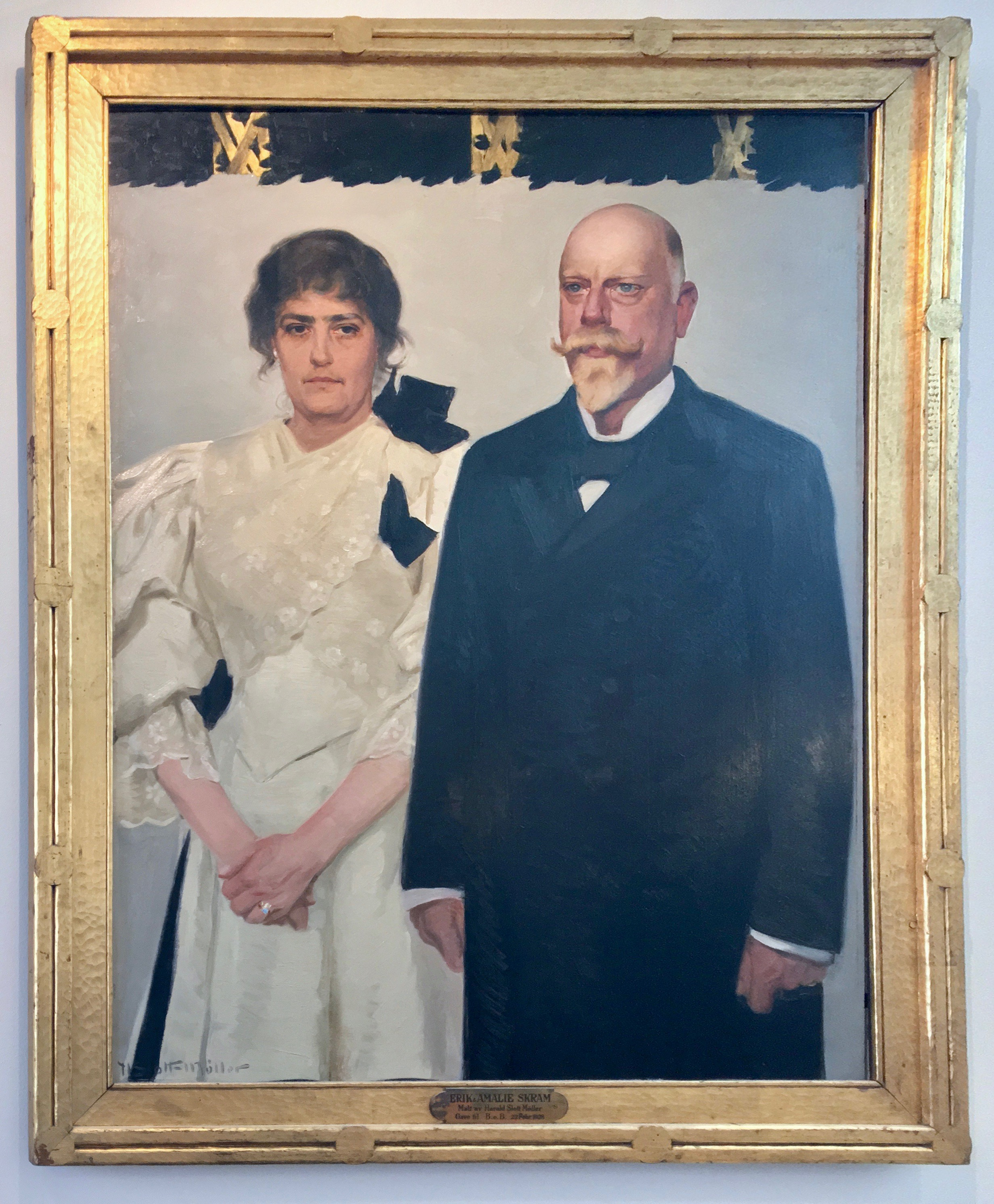
Амалія та Ерік Скрам, портрет данського художника Harald Slott-Møller, 1895

Народилася у місті Берген в Норвегії в родині Інгеборги Ловізи Сівертсен та Монса Монсена Альвера. Мала чотирьох братів. Родина мала дрібний бізнес, але збанкрутіли, коли Амалії було 17 років. Батько, спекулянт-невдаха, емігрував з Норвегії в Штати, щоб уникнути ув'язнення, та залишив дружину з п'ятьма дітьми.
Мати змушує Амалію взяти шлюб з набагато старшим за неї капітаном корабля (в минулому власником млина) Бернтом Ульріком Огюстом Мюллером (1837—1898). В цьому шлюбі Амалія прожила 13 років, народила двох синів, страждаючи від нервових розладів через зради чоловіка та конфліктне подружнє життя.
Після кількох років у психіатричній лікарні Амалія розлучається і з синами прямує до Крістіанії (тепер — Осло) та починає літературну діяльність. Знайомиться із творчою богемною спільнотою (письменниками Арне Гарборгом та Бьорнстьєрне Мартініусом Бйорнсоном, з якими підтримуватиме дружні та літературні контакти тривалий час).
У 1884 році одружується вдруге, з данським письменником Еріком Скрамом (1847—1923), сином керівника залізниці Густава Скрама, та переїздить до Данії. У 1889 народжує доньку Іду (Ida Johanne Skram). Обов'язки дружини та матері, наряду з обмеженим сприйняттям її творів, на той час радикальних, призвели до рецидиву розладу в 1894 році, після чого Амалія жила в психіатричній лікарні біля Роксліду. В 1900 році її шлюб розірвано. 
Амалія Скрам померла 15 березня 1905 року в Копенгагені у віці 58 років, похована на Bispebjerg Cemetery. 

## Літературна діяльність
Амалія Скрам дебютувала у 1882 році (як Amalie Müller) з оповіданням "Madam Høiers leiefolk" у журналі Nyt Tidsskrift. Вона продовжувала працювати до самої смерті, пишучи на теми, в яких зналася добре. 
Літературні роботи Амалії Скрам можна поділити на три категорії:
- Романи, які висвітлюють проблеми шлюбу, з дослідженням табуйованих тем, таких як жіноча сексуальність, підлегле та підкорене становище тогочасної жінки. Ці роботи сприймалися в консервативному суспільстві як провокація. Ставлення до робіт Скрам на початку її літературної діяльності було відверто ворожим.
- Новели, присвячені міжгенераційній проблематиці, в яких описувалася доля декількох поколінь однієї родини. Тут Скрам досліджує соціальні інституції та умови часу та шукає шляхи змін.
- Роботи, присвячені клінікам для психічно хворих та опису жорстоких умов, в яких проживали пацієнти цих закладів. Такі роботи, яе «Професор Ієронімус» та Paa St. Jørgen, мали резонанс у данському суспільстві та стали поштовхом до змін у роботі закритих та ізольованих психіатричних інституцій.

Найкращою роботою Скрам вважається тетралогія Hellemyrsfolket («Люди Геллемиру»), де, зобразивши чотири покоління однієї родини, вона розповідає про амбіції та почуття, а також про процеси зародження та розпаду родини.
Амалія Скрам відома як рання та потужна прибічниця того, що здобуло назву фемінізму, раннього європейського тренду. Її роботи, здебільшого забуті після смерті, в 60-х роках ХХ-го століття перевідкриваються для данської та норвезької аудиторії і здобувають широке визнання. Декотрі перевидаються англійською в сучасності.

### Роботи
- Madam Høiers leiefolk (Madam Høier's Lodgers), 1882
- Constance Ring, 1885. В англійському перекладі (Judith Messick, Katherine Hanson, ISBN 0-8101-1967-6)
- Karens Jul [Архівовано 15 квітня 2019 у Wayback Machine.], 1885
- Lucie [Архівовано 11 травня 2019 у Wayback Machine.], 1888. Доступно в англійському перекладі Кетрін Генсон (Katherine Hanson) — ISBN 1-870041-48-8
- Fru Ines [Архівовано 11 травня 2019 у Wayback Machine.], 1891
- Forraadt [Архівовано 19 квітня 2019 у Wayback Machine.] (Зраджена), 1892. Перекладено англійською Aileen Hennes та видано Pandora Press, Routledge & Kegan Paul в 1986.
- Hellemyrsfolket (The People of Hellemyr), тетралогія наступних робіт:[23]
  - Sjur Gabriel [Архівовано 19 квітня 2019 у Wayback Machine.], 1887
  - To venner (Двоє друзів), 1888
  - S.G. Myre, 1890
  - Afkom, 1898
- Børnefortellinger [Архівовано 11 травня 2019 у Wayback Machine.], короткі історії, 1890
- Kjærlighed i Nord og Syd [Архівовано 11 травня 2019 у Wayback Machine.] (Любов на півночі та півдні), короткі історії, 1891
- Agnete, пєса, 1893
- Professor Hieronimus, 1895
- Paa St. Jørgen [Архівовано 11 травня 2019 у Wayback Machine.] (At St. Jørgen), 1895
- Mellom Slagene (Між суперечками), листи, 1895
- Sommer (Літо), короткі історії, 1899
- Julehelg [Архівовано 5 березня 2018 у Wayback Machine.] (Різдвяна пора), новела, 1900
- Mennesker [Архівовано 5 березня 2018 у Wayback Machine.] (Люди), 1905 (незавершено)

## Визнання
- Із 1994 року норвезькі авторки та автори, що проявили визначні навички в питаннях проблем жінок, отримують стипендію на подорожі Премію Амалії Скрам (Amalie Skram-prisen чи Amalie Skram prize).[24]
- У 1949 році пам'ятник Амалії Скрам — робота скульпторки Майї Рефсум[en](1897–1986), відкритий на території Саду Конвенту (Klosterhaugen) у Бергені.[25]
- Мармуровий бюст Амалії Скрам роботи Амброзії Тоннесен[en] (1859–1948) знаходиться в Публічній бібліотеці Бергена.[26]
- Амалія Скрам зображена на норвезькій поштовій марці в 1996 році.[27]